# فابیان باکه
فابیان باکه (فرانسوی: Fabien Bacquet‎؛ زادهٔ ۲۸ فوریهٔ ۱۹۸۶ ‏(۳۹ سال)) دوچرخه‌سوار اهل فرانسه است.